# Колма (Калифорнија)
Колма (енгл. Colma) град је у америчкој савезној држави Калифорнија. По попису становништва из 2010. у њему је живело 1.792 становника.

## Демографија
Према попису становништва из 2010. у граду је живело 1.792 становника, што је 601 (50,5%) становника више него 2000. године.
| Група             | 2000.       | 2010.       |
| Белци             | 330 (27,7%) | 360 (20,1%) |
| Афроамериканци    | 17 (1,4%)   | 59 (3,3%)   |
| Азијати           | 282 (23,7%) | 619 (34,5%) |
| Хиспаноамериканци | 523 (43,9%) | 708 (39,5%) |
| Укупно            | 1.191       | 1.792       |